# Mirovo
Mirovo (cyr. Мирово) – wieś w Serbii, w okręgu zajeczarskim, w gminie Boljevac. W 2011 roku liczyła 141 mieszkańców.